# Pseudomonas weihenstephanensis
Pseudomonas weihenstephanensis ist ein aerobes, stäbchenförmiges, nicht Sporen bildendes, motiles, gram-negatives, oxidase-positives Bakterium. Es wächst von 4–33 °C, optimalerweise zwischen 23 und 27 °C. Eine Kultivierung ist auf R2A-Agar und Cetrimid-Agar möglich. Auf King B Agar zeigt es Fluoreszenz, jedoch keine Ausbildung blauer Pigmente. Auf Tributyrin-Agar zeigt es eine schwache Lipolyse. Auf Magermilch-Agar ist keine Proteolyse sichtbar. Weder Hämolyse noch Hydrolyse von Stärke oder Gelatine lassen sich beobachten. P. weihenstephanensis wurde erstmals aus Rohmilch isoliert und nach dem Freisinger Ortsteil Weihenstephan benannt, in dem es auch isoliert wurde.